# William Percillier
Pas d'image ? Cliquez ici

a Compétitions nationales et continentales officielles uniquement.

b Matchs officiels uniquement.
Dernière mise à jour le 26 septembre 2023.
William Percillier, né le 30 janvier 1999 à Bordeaux, est un joueur canadien de rugby à XV évoluant au poste de demi de mêlée.

## Biographie

### Carrière

#### En club
Arrivé au Stade français Paris en janvier 2019, Percillier signe à la fin de cette saison un contrat de 3 ans avec le club parisien,. Il fait ses débuts professionnels avec le club en Challenge européen en 2020, dans un match contre les Zebre.
Le 1er novembre 2020, pour sa première apparition en tant que professionnel, au Stade Français dans un match de Top 14, pour le compte de la septième journée, contre le Stade Toulousain, il marque son premier essai sur son premier ballon touché.
Le 6 avril 2022, il est prêté au RC Vannes (pro D2) par son club pour une durée d’une saison.

#### En sélection
International avec les moins de 20 ans du Canada dès ses 16 ans, il participe notamment au Trophée mondial des moins de 20 ans en 2017, 2018 et 2019.